# 生産性
経済学における生産性（せいさんせい、英: Productivity）は、経済政策に対する生産要素（労働・資本など）の寄与度、あるいは、資源から付加価値を産み出す際の効率の程度である。次の式で定義される：
生産性 = 産出量 / 投入量
すなわち、より少ない投入量（インプット）からより多い産出量（アウトプット）が得られるほど、より生産性が高いという関係にある。ゆえに、生産活動の効率性を測る指標として利用される。
生産性には何を基準に置いて評価するかによって幾つかの種類がある。これはインプットとアウトプットの対象によって、生産性という言葉の意味が異なるためである。一定の資源からどれだけ多くの付加価値を産み出せるかという測定法と、一定の付加価値をどれだけ少ない資源で産み出せるかという測定法がある。また、それぞれの生産性の数値尺度は、それ単独で用いるよりも、他者の生産性と比較することによってさらに有用な指標（ベンチマーク）となる。
生産性は、企業や国の生産実績を左右する重要な要素である。国の生産性を向上させることは、生活水準の向上につながる。それは実質所得の増加は、人々が商品やサービスといった財を購入したり、余暇を楽しんだり、住宅や教育を改善したり、社会的・環境的プログラムに貢献したりする能力を向上させるからである。また、生産性の向上は、企業の収益性向上にもつながる。
また、国際的には生産性の高い産業は生き残ることが出来るため、各方面で生産性の改善が活発に行われている。実際、国際的な競争下にある製造業（貿易財）の生産性は、非貿易財であるサービス業に比べて概して高い。 生産性改善は、生産性という発想のもとである、製造業の生産ラインにおいては最も強く発揮されている。一方で、サービス業は、フローの把握や分業が進展していないこともあり、生産性の向上も遅れている。

## 部分的生産性
部分的生産性（英: partial productivities）は1種類の投入/産出要素で指標化された生産性である 。
用いる要素の種類によって様々な部分的生産性が定義されている。次の表はその一例である。
|      |                    | 算出           | 算出               |
| 物的 | 付加価値           |                |                    |
| ---- | ------------------ | -------------- | ------------------ |
| 投入 | 資本（資本生産性） | 物的資本生産性 | 付加価値資本生産性 |
| 投入 | 労働（労働生産性） | 物的労働生産性 | 付加価値労働生産性 |

マクロ経済学において部分的生産性とは、一般的に労働生産性のことである。また、一般的な経済指標で単に「労働生産性」と言った場合、通常は付加価値労働生産性を指す。

### 資本生産性
資本（機械・貨物自動車等の設備）1単位に対してどれだけ価値が産めたかを指す。通常、資本が遊ばないようになるだけ多く労働者を充てると、資本の回転率が上昇し資本生産性が高まる。ただし、この場合は労働生産性が低下する。
関係式としては、資本生産性＝生産量÷有形固定資産があてはめられる。

### 労働生産性

欧州の労働生産性（時間あたりGDP）

労働生産性（英: Labour productivity）は労働力1単位に対する産出量である。すなわち次の式で定義される：
{\displaystyle {\text{labour productivity}}={\frac {\text{output volume}}{\text{labor input use}}}}
労働生産性の生産量を物的な量で表す場合は「物的労働生産性」、付加価値額で表す場合は「付加価値労働生産性」と言う。
通常、労働力が遊ばないようになるべく多く資本を装備すると、労働力の回転率が上昇して労働生産性が高まる。ただし、この場合は資本生産性が低下する。
関係式としては、
- （物的労働生産性）＝（生産量）÷（従業者数）
- （価値労働生産性）＝（生産額）÷（従業者数）＝（（生産量）×（製品価格））÷（従業者数）
- （付加価値労働生産性）＝（付加価値額）÷（従業者数）

といったものがあてはめられる。

OECD諸国の時間あたりのGDPで算出した労働生産性の平均比較 (青線: OECD平均)
OECD諸国の時間あたりのGDPで算出した労働生産性の推移（米国を100とする比率%）

なお、俗にサービス残業などに因る労働強度の増加に拠って、生産あるいは利益を増やすことを生産性を上げると表現することがあるが、上記から明らかなように、その場合は労働力投入というインプットが増加しているため、仮にアウトプットが増加しても生産性が上昇するとは限らない。経済学者が生産性を上げるべきだと主張する時は、上記のようなあくまでインプット対比でのアウトプットについてであるが、これが「労働強度を高めて酷使されるという意味である」と混同される場合があり、注意が必要である。

## 多要素生産性
全要素生産性（英: Total factor productivity; TFP）は複数の投入/産出要素で指標化された生産性である。
通常は緩やかな上昇基調であるが、イノベーションの際に高い上昇を見せる。交通革命や情報革命などが、その革新に該当する（IT革命による全要素生産性の改善については、なお、議論の余地が有る）。
国民経済の生産性産出量としての国内総生産（GDP）を投入量としての就業者総数で除したもの。労働生産性の国際比較において使用される際には、各国の購買力平価（PPP）でUSドル換算したGDPが用いられる。

## 生産性と景気循環
景気循環は生産性に大きく影響している。通常、大規模なイノベーションが起こらない場合、労働生産性と資本生産性は逆の動きをする。
景気回復時には見かけ上での労働生産性の伸びが高めに出る傾向がある。これは労働者一人あたりの効率性が改善しなくても稼働率を高めることによって生産高を増加させることができるためである。逆に、景気後退時には、労働生産性の伸びが低めに出る傾向がある。
労働力の調整が硬直的な経済（終身雇用制など）の場合、資本がより循環するため、景気回復時には労働生産性が上昇し、景気下降時には労働生産性が低下する。
労働力の調整が柔軟な経済（解雇が比較的容易など）の場合、労働力がより循環するため、景気回復時には資本生産性が上昇し、景気下降時には資本生産性が低下する。

## 生産性の向上要因
- 投資による資本財（生産手段）蓄積の増加
- 教育による人的資本（労働力）の質の向上

G7各国の平均賃金（破線）と、時間あたりGDP（実線）

- 低生産部門から高生産部門への資源の再配分による効率性の向上
- 研究開発による技術進歩[6]

### 最低賃金の引き上げ
ノーベル経済学賞受賞者ポール・クルーグマンは、近年の実証研究の蓄積に基づき、最低賃金の引き上げが雇用に正の影響を与えることを指摘する。そして賃金上昇が労働のターンオーバーを減らし生産性を高めると結論づける。米国では、2016年までに最低賃金を10.10ドルまで引き上げる法案をトム・ハーキンが提出し、これに多くの主要経済学者が賛同している 。また2020年までに米国の最低賃金を15ドルと設定する法案をバーニー・サンダースが提出した。

## 生産性向上のための活動
電通の新入女性社員の自殺(2015年)もあり、政府が過剰な残業をなくし（労働）生産性の向上を目指して働き方改革を進めている。
人材への投資による生産性の向上による経済成長を目指している。

### 生産性の向上
各企業では、働く人がモチベーション（動機付け）を高め、やりがいを感じ組織へのエンゲージメントを高めることで、顧客付加価値をもたらす業務に集中し生産性向上を実現する活動が行われている。

### 生産性の個人的要因
謙虚・誠実さは生産性と高い関連性があり、生産性の高いスタッフはカルト主義者になりにくい。